# Арені (село)
Арені (вірм. Արենի) — село в марзі Вайоц-Дзор, на півдні Вірменії. Село розташоване на річці Арпа, поруч з трасою Єреван — Степанакерт, за 16 км на південний захід від міста Єхегнадзора, неподалік від сіл Арпі, Агавнадзор, Рінд та Чіва. Арені — село з дуже багатою історією, колишня столиця Сюніку. Село та його околиці відомі своїми винами. З 2009 року в ньому стало щорічно святкуватися Свято Вина.

## Назва
За старих часів називалося Арпа (вірм. Առփա, пізніше — Արփա). Єгіше згадував як Арпанял (вірм. Արփանյալ). 10 жовтня 1946 село було перейменовано в Арені.

## Історія
Арені — одне з древніх сіл історичного Сюніка (Гавар Вайоц-Дзор). Значимість села пояснювалася, перш за все, його географічним положенням — на виході з ущелини, що з'єднує Вайоц-Дзор з долиною Шарура. Завдяки цьому, село було як місцем відпочинку мандрівників, так і важливою військової точкою. На навколишніх височинах були побудовані військові укріплення.
У XIII столітті ішхан (князь) Орбелян Тарсаїч побудував тут палац. Тоді ж в Арені з Єхегіса був перенесений княжий престол Сюніка. За його наказом глава нораванкський єпископ Саркіс (1265—1287) поблизу Арені, на річці побудував трьохарочних міст, заснування якого збереглися до наших днів. У 1321 році за наказом сюнійського єпископа Ованеса архітектор Момік будує в Арені церкву святої Богородиці.

## Населення
- У 1831 році населення села становило 63 особи,
- у 1873 році — 294,
- у 1922 році — 513,
- у 1959 році — 1094,
- у 1970 році — 1370,
- у 1979 році — 1351 людини.

Згідно з переписом 2001 року, у селі проживало 1730 чоловік. За даними статистичної служби Вірменії, у 2009 році населення становило 1794 осіб, з них 884 чоловіків та 910 жінок.

## Архітектура

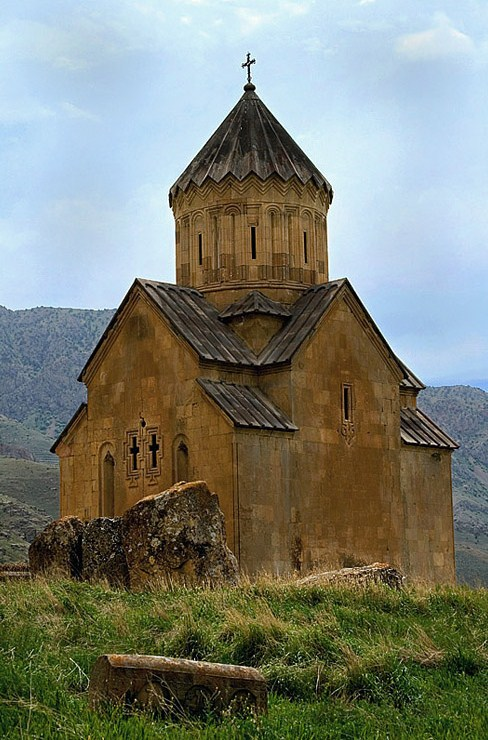
Церква Святої Богородиці, 1321 рік. Архітектор Момік

У середньовіччя село розташовувалося на півкілометра на північ від сучасного Арені на пагорбі, де досі збереглися деякі старі споруди. Серед руїн старого Арені знаходиться хрестовокупольна церква Сурб Аствацацін (святої Богородиці), зведена в 1321 році архітектором Моміком. На бубні західного входу висічено зображення Богоматері. Чотири внутрішні ряди колон з'єднуються нагорі склепіннями, на яких покоїться купол. На чотирьох вітрилах висічені символи євангелістів — крилатий телець, орел, крилатий лев та ангел. Купол обвалився 1840 року під час землетрусу, зараз відновлений. Поруч з церквою — руїни ішханского палацу. Недалеко від села знаходиться також печери «Пташина» (енеолітичне печерне поселення Арені-1) та Магільська печера.
У селі є обеліск, встановлений на честь загиблих у німецько-радянській війні односельців.

## Печера Арені-1

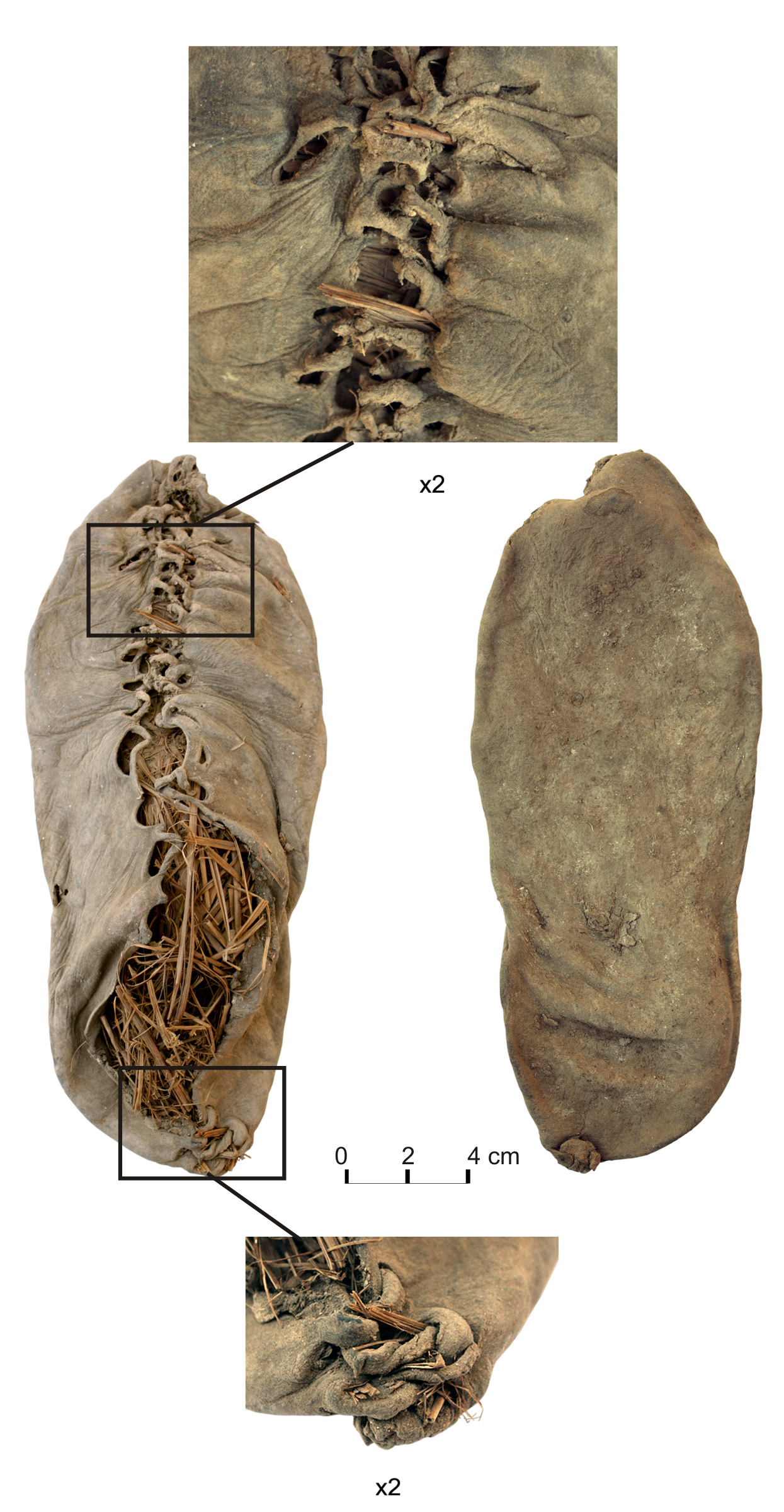
Найдавніше у світі шкіряне взуття. Знайдене у печері у 2008 р. та датується 3600-3500 р.. до н.е.

Печера площею близько 400 м² поблизу села Арені — місце унікальних археологічних знахідок різних епох (від V тисячоліття до н. е. до XIV століття н. е.), відкрита археологом Борисом Гаспаряном і з 2007 року досліджується Інститутом археології та етнографії НАН РА спільно з Каліфорнійським інститутом імені Ллойда Котсена (США) і Коркським університетським коледжем (Ірландія).
Через низьку вологість в печері виникли унікальні умови, що перешкоджають гниттю органічних матеріалів, що дозволило зберегтися останкам епохи кавказького енеоліту. Знайдені під час розкопок предмети вказують на знайомство місцевих жителів кінця V тисячоліття початку IV тисячоліття до н. е. з гарматами та зброєю на мідній основі. Також виявлені черепа трьох дівчаток-підлітків 11-16 років із залишками мозку. Антропологи вважають ці знахідки найдавнішими в Старому Світі. Вченим-біологам вдалося витягти з збережених кровоносних судин клітини крові, що дозволить у майбутньому призвести генетичний аналіз.
На сьогоднішній день найсенсаційнішою знахідкою вважається шкіряне взуття, знайдене у вересні 2008 року аспіранткою Інституту археології та етнографії НАН РА Діаною Зардарян. Згідно з результатами радіовуглецевого аналізу, артефакт датується 3600-3500 рр.. до н. е. Взуття зшите з одного цілісного клаптя шкіри (імовірно великої рогатої худоби) і є найдавнішою шкіряною туфелькою у світі.